# Wöllersdorf-Steinabrückl
Wöllersdorf-Steinabrückl è un comune austriaco di 4 289 abitanti nel distretto di Wiener Neustadt-Land, in Bassa Austria; ha lo status di comune mercato (Marktgemeinde). È stato istituito nel 1972 con la fusione dei comuni soppressi di Steinabrückl e Wöllersdorf; capoluogo comunale è Wöllersdorf.